# 릴리언 애스플런드
릴리언 거트루트 애스플런드(영어: Lillian Gertrud Asplund, 1906년 10월 22일 ~ 2006년 5월 6일)는 1912년 4월 15일 RMS 타이타닉 침몰의 마지막 3명의 생존자 중 한 명이었고, 그 재난을 기억한 마지막 생존자였던 미국의 비서관이었다.